# Monedă scripturală
Moneda scripturală (în engleză deposit money, iar în franceză monnaie scripturale) reprezintă mijloacele de plată, altele decât bancnotele sau piesele de monedă, de exemplu: conturi de bancă, efecte de comerț etc.

## Etimologie
Termenul românesc „scriptural, scripturală” este împrumutat din franceză scriptural, care, la rândul său, provine din latină scriptura: „un text scris”, „un înscris la o bancă”. Cuvântul latin scriptura, scripturae este un derivat al verbului latin scribo, scribere, scripsi, scriptum: „a scrie”. La începutul emiterii lor, monedele romane erau bătute în Templul Iunonei Moneta, aflat pe Capitoliu. De aici a ajuns, până la noi, prin intermediul limbilor franceză, monnaie, și italiană, moneta, cuvântul monedă, cu varianta, mai puțin folosită și considerată azi incorectă, monetă. Însă termeni derivați ai acestei forme, monetă, precum sunt substantivul monetar, cu cele două sensuri, „persoană” și „inventar al banilor”, adjectivul monetar / monetară, din sintagmele sistem monetar / emisiune monetară, substantivele monetărie, demonetizare, verbele a monetiza / a demonetiza sunt considerate corecte.

## Descriere
Posesia de monedă de către un titular este materializată de un înscris în cont. Aceste înscrisuri, mult timp ținute în registre, sunt acum gerate de informatică. Ele formează esențialul masei monetare, cu mult mai mult decât totalitatea bancnotelor și monedelor aflate în circulație.
Moneda scripturală circulă între agenții economici sub formă de virament, de la un cont la altul mulțumită mijloacelor de plată, cum sunt cardurile de plată sau cecurile.
Moneda scripturală, parțial sau în totalitate, poate fi transformată, la cererea titularului, în bani de hârtie (bancnote) sau monede. De câtva timp, ea poate fi și încărcată într-un așa-zis portmoneu electronic.
Se vorbește despre depozit, dar, în practică, banii depuși pot fi împrumutați de către bancă fără avizul deponentului. În caz de faliment, depozitele pot fi pierdute, sub rezerva garanției date de state. Unii autori, printre care economistul Maurice Allais, laureat al Premiului Nobel pentru Economie (1988), au deplâns faptul că nu este posibil ca depozitele din bănci să nu poată fi folosite de către acestea pentru obiectivele lor proprii. Acestea din urmă nu ar avea decât o funcție de depozitar și de garanție a plăților. Legislația forțând utilizarea contului bancar pentru numeroase plăți, de exemplu salarii, agenții economici sunt transformați volens nolens în simpli spectatori, fără să-și fi manifestat acest lucru. În caz de neîncredere față de bănci, deponenții pot să se arunce asupra conturilor lor pentru a le goli și astfel se creează o criză de lichidități, care se poate dovedi fatală. Cazul s-a produs, în 2008, când o banca Northern Rock a trebuit să fie naționalizată în grabă de guvernul britanic, pentru evitarea unei panici mai extinse.